# Vodafone Paredes de Coura
O Vodafone Paredes de Coura, ou apenas Paredes de Coura, é um festival de música de Verão que ocorre anualmente nos meses de Julho e Agosto na Praia Fluvial do Tabuão em Paredes de Coura, Portugal. A primeira edição deste festival foi no ano de 1993, e ao longo dos anos tem vindo a evoluir, tendo até sido considerado um dos melhores festivais realizados em território português.
Conhecido pelo seu anfiteatro natural, Paredes de Coura oferece uma bela paisagem tanto aos músicos como aos espectadores que, excepto raras excepções, não deixa ninguém indiferente e faz jurar um regresso.

## Festival de culto
Paredes de Coura começou em 1993, numa altura em que escasseavam há vários anos festivais de música popular em Portugal. Desde esse ano tem vindo a acontecer anualmente e a crescer em dimensão, sendo hoje considerado um dos maiores festivais de Verão de Portugal, e sem dúvida o maior do Norte, nunca esquecendo o Festival Vilar de Mouros.
Em 2005, a edição espanhola da revista Rolling Stone considerou-o como sendo um dos cinco melhores festivais de Verão da Europa. O Festival Paredes de Coura tem sido muitas vezes nomeado para prémios como: Melhor Festival de Grande Dimensão, nos Europe Festival Awards e como Festival Favorito dos Artistas.
Em 2025, estará de volta ao Alto Minho de 13 a 16 de agosto para a 31ª edição do festival.

## Edições

### 1993/97 O início de um sonho chamado Paredes de Coura
Com 25 edições consecutivas, a caminho da 26.ª, este é um evento com um percurso sem igual em Portugal. Nasceu pelas mãos de um grupo de amigos que apenas queriam “passar um bom bocado” e tornou-se um marco dos festivais de verão. A primeira edição foi preparada em apenas 9 dias com a ajuda da Câmara Municipal e conseguiu levar 2000 pessoas até às margens do Rio Coura. Entre 1993 e 1996 o cartaz contou exclusivamente com nomes portugueses, como Ecos da Cave, Ena Pá 2000 e Tédio Boys, mas logo convidou artistas internacionais a pisar o palco do que viria a ser um dos festivais mais emblemáticos em Portugal.

#### 1993
(20 Agosto)
- Ecos da Cave
- Gangrena
- Cosmic City Blues
- Boucabaca
- Purple Lips

#### 1994
(12 Agosto)
- Ena Pá 2000
- Jarojupe
- Cosmic City Blues
- Melancholic Youth of Jesus
- Tédio Boys
- Boucabaca

#### 1995
(18 e 19 Agosto)
- Blind Zero
- Braindead
- Kick out the Jams
- More República Masónica
- Boucabaca

- Xana
- Pop Dell'Arte
- Primitive Reason
- Cosmic City Blues
- Supernova

#### 1996
(2, 3 e 4 Agosto)
- Shed Seven
- Mão Morta
- Lovedstone
- Kick out the Jams

- Primitive Reason
- Sex Museum
- Da Weasel
- Repórter Estrábico

- Raincoats
- Zen
- Lulu Blind
- Killer Barbies
- The Astonishing Urbana Fall

#### 1997
(15, 16 e 17 Agosto)
- Paradise Lost
- Blasted Mechanism
- Querosene Jacaré
- Blue Orange Juice

- Smoke City
- Três Tristes Tigres
- Cool Hipnoise
- Turbo Junkie

- Rollins Band
- Mão Morta
- Zen
- Monster Piece

### 1998 Festival de música 1998
(14, 15 e 16 Agosto) 
O Paredes de Coura continua em crescimento, combinando elementos de um evento de pequena dimensão e de um grande festival, com nomes de bandas cada vez mais sonantes e reconhecidos. “Lembro-me especialmente do ambiente familiar que existia na altura entre jornalistas, bandas, produção e organização. [Até tínhamos] um campo de futebol onde jogávamos uns contra os outros. Jornalistas, bandas, toda a gente jogava. [Foram momentos] divertidíssimos” relembra João Carvalho, diretor do festival. Esta ano, passaram pelo festival bandas como Red House Painters, Divine Comedy, Anne Clark e Tindersticks.
- Red House Painters
- Zen
- Clã
- Blind Zero

- Divine Comedy
- Atari Teenage Riot
- Moonspell
- Anne Clark

- Tindersticks
- Silence 4
- Hipnótica
- Belle Chase Hotel

### 1999 Edição apoteótica
(13, 14 e 15 Agosto)
Suede, Guano Apes, Lamb e Sneaker Pimps foram algumas das bandas que brilharam nesta sétima edição. “Esta é uma das melhores edições na minha opinião. Foi uma edição apoteótica, completamente cheia de gente e que certamente faz parte das melhores noites de sempre dos festivais em Portugal. [Foi a partir daqui] que tivemos a convicção que íamos viver disto durante muito tempo e que a nossa vida ia estar colada ao evento”, comenta João Carvalho. Foi em 1999 que se o festival se definiu como paragem obrigatória no roteiro dos festivais de verão.
- dEUS
- Gomez
- Bellatrix
- Madame Godard
- Phase

- Suede
- Lamb
- Rae & Christian
- The Gift
- Sequoia

- Guano Apes
- Sneaker Pimps
- Mogwai
- Pinhead Society

### 2000A luta por um legado
(11, 12 e 13 Agosto)
“Prejuízo” é a palavra que fica associada à edição de 2000. Apesar dos nomes internacionais que figuravam no cartaz – entre os quais se encontrava Mr.Bungle, Flaming Lips e até Coldplay – as receitas não ultrapassaram os gastos como em 1999 e a organização ficou sem saber o que fazer. No entanto, decididos a arriscar e a manter o festival vivo, partiram para 2001 com esperança de poderem inverter os resultados.
- The The
- Sofa Surfers
- Yo La Tengo
- Clã

- Bad Religion
- Ash
- Walkabouts
- More Républica Masónica
- Jorge Palma

- Mr. Bungle
- Coldplay
- Flaming Lips
- Mão Morta
- Sloppy Joe

### 2001O ano das estreias
(16, 17 e 18 Agosto) 
O estilo nu metal e o metal alternativo ganhava espaço nos tops de vendas em todo o mundo e o festival recebeu alguns dos nomes mais sonantes do género. Stone Temple Pilots, Papa Roach, e a e a primeira vez de Queens of the Stone Age em Portugal, marcaram 2001 como um ano de estreias para o Festival Paredes de Coura.
- Papa Roach
- Stone Temple Pilots
- Queens of the Stone Age
- Zen

- Morcheeba
- The Gift
- Rádio Macau
- Backyard Babies
- Coldfinger

- 3 Doors Down
- Da Weasel
- Wraygunn
- Caffeine

### 2002Uma das maiores enchentes de sempre
(12 a 17 Agosto) 
Em 2002 o género musical metal continuou a vingar em Paredes de Coura. Nomes como Korn, Puddle of Mudd e Incubus fizeram as delícias do público. “Admito que o concerto dos 'Korn' foi um dos momentos apoteóticos do festival. Registou uma das maiores enchentes de sempre. Há, aliás, uma imagem maravilhosa registada na altura, filmada com uma grua, em que se vê uma grande cumplicidade entre público e banda. Toda a gente de braços no ar, tudo a obedecer ao que o líder dos 'Korn' pedia”, relembra o diretor do festival.
- Korn
- Incubus
- Counting Crows
- Trust Company

- Puddle of Mudd
- Breed 77
- Sam the Kid
- EZ Special

- Gotan Project
- Cousteau
- Ras Sonar Kollektiv
- Pop Dell'Arte
- Casino

- Lee Scratch Perry
- Mad Professor
- Twilight Circus
- Terrakota
- Dj Bob Figurante

### 2003Regresso as origens
(17 a 21 Agosto) 
Em 2003, o festival começa a “encarreirar” para o lado que a organização pretendia. Nesta edição decidem apostar num alinhamento “próximo” do ideal, próximo do que pretendiam que fosse o Paredes de Coura. Foi uma aposta certeira, que ditou uma das edições que melhores memórias traz. O cartaz contou com grandes nomes como Yeah Yeah Yeahs, PJ Harvey, Queens of the Stone Age e Placebo.
- Mind da Gap
- Jet Lag
- Tim Tim por Tim Tum

- Alpha Blondy
- Sizzla
- Terrakota
- One Love Family

- Placebo
- P.J. Harvey
- Yeah Yeah Yeahs
- Good Charlotte
- Calla

- Queens of the Stone Age
- Staind
- Sum 41
- The Datsuns
- Radio 4

- Cardigans
- Mew
- Blasted Mechanism
- X-Wife
- Danko Jones

### 2004“Paredes de Coura também é isso, história.”
(16 a 20 Agosto) 
A edição de 2004 trouxe um dilema: debaixo de forte chuva os míticos Motörhead fazem história e levam o público ao rubro com Ace of Spades, mas a tempestade que assombrou o festival leva novamente a organização a questionar a sua continuidade. Apesar de todo o azar a organização não está disposta a desistir e em 2005 preparam aquela que se tornou “uma das melhores edições”.
- Scissor Sisters
- Jon Spencer Blues Explosion
- Snow Patrol
- Arrested Development

- Motörhead
- LCD Soundsystem
- Mondo Generator
- DKT-MC5
- Mão Morta

- Black Rebel Motorcycle Club
- The Kills
- Mark Lanegan Band

- Kelis
- Mike Patton & Rahzel
- Da Weasel
- Dealema
- Coco Rosie
- Josh Rouse
- Marl Eitzel
- Old Jerusalem

### 2005Nova alma
(15 a 18 Agosto) 
tornou-se o ponto de viragem, a edição de afirmação do Paredes de Coura. Pela primeira vez não contou com qualquer tipo de patrocínio e compõe um cartaz de luxo que leva novamente o festival à ribalta. Foo Fighters, Pixies, Arcade Fire, Queens of the Stone Age e até Nick Cave foram alguns dos nomes convidados a participar no renascer do Paredes de Coura.
- Foo Figthers
- The Bravery
- Kaiser Chiefs
- !!! (Chk Chk Chk)
- Death From Above 1979
- MxPx
- Pixies
- Queens of the Stone Age
- The Roots
- The Arcade Fire
- Hot Hot Heat
- The Futureheads
- Nick Cave & The Bad Seeds
- Vincent Gallo
- Killing Joke
- Juliette & The Licks
- The National

### 2006Afirmação de Coura
(15, 16 e 17 Agosto) 
“Foi exatamente a partir de 2005 que decidimos ‘ok, não há mais bandas que não façam sentido, bandas que não ouvimos em casa, que não se identifiquem com a nossa filosofia musical.” 2006 foi mais um ano com um cartaz de excelência, coroado por actuações de Morrissey, Yeah Yeah Yeahs, Broken Social Scene e os americanos The Cramps.
- Morrissey
- Broken Social Scene
- Fischerspooner
- White Rose Movement
- Madrugada
- Gomez
- Bloc Party
- Yeah Yeah Yeahs
- Gang of Four
- Eagles of Death Metal
- Members of the Public
- We Are Scientists
- Bauhaus
- The Cramps
- !!! (Chk Chk Chk)
- Maduros
- Shout Out Louds
- CarPeople

### 2007Sonic Youth a fazer história
(12 a 15 Agosto) 
O festival Paredes de Coura é feito de histórias e a edição de 2007 não fugiu à regra. “Os grandes, os geniais, 'Sonic Youth', um dos sonhos antigos do festival, uma banda que queríamos trazer há muito tempo e que conseguimos finalmente.” A partilhar a ribalta com os norte-americanos estiveram New York Dolls, Dinosaur Jr e Babyshambles.
- Simian Mobile Disco
- Devotchka
- DJ Fra Nitsa Club/Primavera Sound
- Sizo
- Babyshambles
- M.I.A
- Mando Diao
- Blasted Mechanism
- Sparta
- New Young Pony Club
- Crystal Castles
- Guns n’Bombs
- Dinosaur Jr.
- New York Dolls
- Mão Morta
- Architecture In Helsinki
- Spoon
- Gogol Bordello
- DJ Jean Nipon
- Foreign Islands
- Sonic Youth
- Peter, Bjorn & John
- CSS
- The Sunshine Underground
- Electrelane
- Linda Martini
- Boys Noize
- U-Clic

### 2008Primeira e única passagem de Sex Pistols em Portugal
(31 Julho, 1, 2, 3 Agosto)
A edição de 2008 destacou-se pela estreia dos lendários Sex Pistols, marco que encheu de orgulho a organização do festival. Aos criadores do lema “God Save the Queen” juntaram-se outros grandes nomes como Primal Scream, dEUS e The Editors.
- Sex Pistols
- Mando Diao
- Bellrays
- X-Wife
- Bunnyranch
- Primal Scream
- Editors
- The Rakes
- Two Gallants
- The Sounds
- The Mars Volta
- dEUS
- The Teenagers
- Wraygunn
- Spiritual Front
- Thievery Corporation
- Lemonheads
- Biffy Clyro
- Tributo a Joy Division
- Ra Ra Riot
- The Mae Shi
- DJ Amable
- These New Puritans
- Optimo DJ’s
- Woman in Panic
- Surkin
- Caribou
- Twin Turbo
- Layabouts
- D30
- Dorian
- Sean Riley & The Slowriders
- We Are Standard
- Komodo Wagon
- Jazz Resort Soundsystem
- Man Drax
- Trio de Afonso Pais

### 2009Os artistas que são fãs
(29, 30,31 Julho e 1 Agosto)
“Em 2009 recordo-me dos ‘Nine Inch Nails’ e ‘Franz Ferdinand’. [Estes últimos] gostaram tanto de estar cá que andaram anos a querer voltar, e [dos Nine Inch Nails] lembro-me dos elogios de Trent Reznor ao festival.” Foi também possível assistir a The Temper Trap, Jarvis Cocker e Peaches, mas sem nunca esquecer o panorama nacional com Mundo Cão, Foge Foge Bandido e Sean Riley and the Slowriders.
- Patrick Wolf
- The Strange Boys
- Sean Riley & The Slowriders
- Bons Rapazes
- Franz Ferdinand
- Supergrass
- The Horrors
- The Pains of Being Pure at Heart
- The Temper Trap
- Chew Lips
- Holy Ghost!
- Nine Inch Nails
- Peaches
- Portugal, The Man
- Blood Red Shoes
- Mundo Cão
- Kap Bambino
- Punks Jump Up
- The Hives
- Jarvis Cocker
- Howling Bells
- The Right Ons
- Foge Foge Bandido
- Sizo
- Nuno Lopes

### 2010“Edição à Paredes”
(28 a 31 Julho) 
Em 2010 o festival volta a afirmar-se “sem pressões e sem sugestões de fora”. The Cult, Klaxons e The Prodigy foram alguns dos nomes que passaram pelas margens do Rio Coura.
- Caribou
- The Cult
- Enter Shikari
- Gallows
- Eli Paperboy Reed
- Vivian Girls
- Isidro LX
- Memory Tapes
- Los Campesinos!
- Cosmo Jarvis
- Lost Park
- Nouvelle Cuisine
- José Valente e Experiences of Today
- Klaxons
- White Lies
- Peter Hook
- The Courteeners
- Paus
- The Talest Man on Earth
- DJ Coco
- Best Coast
- We Have Band
- Madame Godard
- Zelig
- The Prodigy
- The Specials
- Mão Morta
- The Dandy Warhols
- Jamie T
- Os Dias de Raiva
- Mega Bass
- Plus Ultra
- Os Yeah
- Dum Dum Girls
- Triângulo de Amor Bizarro
- Samuel Úria
- Barbez

### 2011O festival (inter)nacional
(17 a 20 Agosto)
Mais uma edição com um cartaz fortíssimo com Pulp, Death from Above 1979, Kings of Convenience e Metronomy, entre outras bandas de renome (inter)nacional.
- Crystal Castles
- Wild Beasts
- Omar Soleyman
- Vladimir Dynamo
- Pulp
- Blonde Redhead
- Twin Shadow
- Warpaint
- Crystal Stilts
- Esben & The Witch
- We Trust
- Here We Go Magic
- Murdering Tripping Blues
- Belorean
- Riva Starr
- Kings Of Convenience
- Deerhunter
- Battles
- Metronomy
- ...And You Will Know Us By The Trail Of Dead
- Marina & The Diamonds
- The Joy Formidable
- Jamaica
- Le Butcherettes
- Chapel Club
- You Can’t Win, Charlie Brown
- Mixhell
- Death From Above 1979
- Mogwai
- Two Door Cinema Club
- Foster The People
- Linda Martini
- No Age
- Viva Brother
- Kurt Ville & The Violators
- Peixe:avião
- Orelha Negra
- Terry Hooligan vs Rico Tubbs

### 2012O regresso de Ornatos Violeta
(13 a 17 Agosto) 
A edição de 2012 volta a ser um marco na história do festival. Depois de tantas estreias nacionais e internacionais ao longo dos anos, a organização consegue confirmar a presença de uma banda portuguesa afastada dos palcos há anos: os Ornatos Violeta. “Tivemos os ‘Kasabian’, uma banda que dispensa apresentações, os 'dEUS', que já tinham estado em Paredes de Coura, mas também 'The Temper Trap', 'Japandroids' e 'Tune-Yards', uma grande sensação nesse ano, um dos concertos que mais saltou [sic] à vista, e os 'Ornatos Violeta'. Uma banda portuguesa de carreira, que não tocava há muitos anos e que nós, durante anos, andámos a insistir para voltar.”
- dEUS
- Kasabian
- Ornatos Violeta
- Stephen Malkmus and The Jicks
- Anna Calvi
- Digitalism
- Sleigh Bells
- Patrick Watson
- The Temper Trap
- Japandroids
- Dead Combo
- Paus
- Tune-yards
- God Is An Austronaut
- Crystal Fighters
- Of Montreal
- Deer Tick
- The Whitest Boy Alive
- Gang Gang Dance
- The Wave Pictures
- Chromatics
- Drytheriver
- Friends
- Kitty Daisy & Lewis
- Midlake
- School Of Seven Bells
- The Go! Team
- Kavinsky
- Totally Enormous Extinct Dinosaurs
- Willis Earl Beal
- I Like Trains
- Memoryhouse
- Team Me
- In Flagranti
- Sunta Templeton
- Youthless
- B Fachada
- Best Youth
- Ladrões do Tempo
- Capitão Fausto
- League
- Sun Araw
- Salto
- Gileno Santana
- Glauco
- Mizi Band
- Brass Wires Orchestra
- Nuno Lopes
- Quim Albergaria (DJ Set)

### 2013Amores e ódios de The Knife
(13 a 17 Agosto) 
Apesar de alguma dificuldade em manter um cartaz de luxo, o Festival Paredes de Coura conseguiu manter o estatuto de um dos melhores festivais de verão Portugueses. Este foi o ano que trouxe The Knife, Echo and the Bunnymen, Justice, Alabama Shakes, Hot Chip e os The Vaccines.
- Tape Junk
- O Bisonte
- Sensible Soccers
- Moullinex
- The Filthy Pigs
- The Discotexas Band
- Unknown Mortal Orchestra
- Alabama Shakes
- Bombino
- Headbirds (DJ Set)
- Everything Everything
- Jagwar Ma
- The Vaccines
- Hot Chip
- The Knife
- Widowspeak
- Veronica Falls
- Toy
- Little Boots
- John Talabot
- The 2 Bears
- Naco
- The Glockenwise
- Peace
- The Horrors
- Echo & The Bunnymen
- Simian Mobile Disco
- Noiserv
- Citizens!
- Iceage
- Cold Cave
- Delorean
- Will Saul
- M3
- Black Bombaim
- Palma Violets
- Calexico
- Belle & Sebastian
- Justice (DJ Set)
- Papercutz
- Ducktails
- Phosphorescent
- Bass Drum Of Death
- ASIWYFA
- XXXY (DJ Set)
- Let the Jam Roll

### 2014Regresso de Franz Ferdinand
(20 a 23 Agosto)
O tão querido regresso de Franz Ferdinand aconteceu ao 2014, 5 anos após a estreia nos palcos de Paredes de Coura. Mas os escoceses não foram os únicos a marcar esta edição do festival, as enormes actuações de Beirute, Chvrches, James Blake, Cut Copy contribuíram para mais um histórico ano de música em Paredes de Coura.
- Janelle Monáe
- Cage The Elephant
- Public Service Broadcasting
- Capicua
- Franz Ferdinand
- CHVRCHES
- Seasick Steve
- Mac Demarco
- Thee Oh Sees
- Thruston Moore
- Cheatahs
- Ivan Smagghe
- Oso Leone
- White Haus
- Fast Eddie Nelson
- Cut Copy
- Black Lips
- Conor Oberst
- Yuck
- Linda Martini
- Buke And Gase
- Dawes
- Panama
- Perfect Pussy
- Fort Romeau
- Killimanjaro
- James Blake
- Beirut
- Kurt Vile & The Violators
- Goat
- Hamilton Leithauser
- The Dodos
- The Growlers
- Sensible Soccers
- 1-800 Dinosaur
- Sequin

### 2015Edição esgotada
(19 a 22 Agosto) 
O ano de 2015 marcou para sempre a história do festival. Com um dos melhores cartazes de sempre o Festival Paredes de Coura esgota pela primeira vez. O que começou como um pequeno evento organizado por um grupo de amigos tornou-se num festival de paragem obrigatória. Nesta edição, milhares pessoas visitaram a Praia Fluvial do Taboão e assistiram a um cartaz recheado de grande artistas como Tame Impala, Lykke Li, TV on the Radio, The War On Drugs, Slowdive, Father John Misty, Charles Bradley Ratatat e Mark Lanegan.
- Gala Drop
- Ceremony
- Blood Red Shoes
- Slowdive
- TV On The Radio
- DJ FRA
- Peixe:Avião
- Steve Gunn
- Father John Misty
- The Legendary Tigerman
- Tame Impala
- Hinds
- Pond
- White Fence
- Iceage
- Mirror People
- Nuno Lopes
- X-Wife
- Allah-Las
- Mark Lanegan Band
- Charles Bradley and His Extraordinaires
- The War On Drugs
- Nocle Either and Citizens
- Grupo de Expertos Solynieve
- Waxahatchee
- Merchandise
- Tanlines
- Richard Fearless
- Banda do Mar
- Woods
- Temples
- Likke Li
- Ratatat
- Holy Nothing
- Natalie Prass
- Sylvan Esso
- Fuzz
- The Soft Moon
- Sascha Funke

### 2016O ano de LCD Soundsystem
(17 a 20 Agosto) 
12 anos após a primeira actuação no Festival, o grupo de James Murphy assinou uma prestação explosiva. O muito aguardado regresso dos LCD Soundsystem a Portugal foi presenciado por cerca de 24 mil pessoas numa edição por onde também passaram Chvrches, Cage The Elephant, The Vaccines e The Tallest Man on Earth.
- Unknown Mortal Orchestra
- Minor Victories
- Orelha Negra
- Best Youth
- We Trust ft. Coura All Stars
- LCD Soundsystem
- Sleaford Mods
- SUUNS
- Ryley Walker
- Thee Oh Sees
- Algiers
- Joana Serrat
- Whitney
- Bed Legs
- Enchufada 10 anos Rastronaut + Branko
- Cage The Elephant
- The Vaccines
- King Gizzard & The Lizzard Wizard
- Jacco Gardner
- Moullinex
- Kevin Morby
- The Bohicas
- Psychic Ills
- Sean Riley & The Slowriders
- Filho da Mãe & Ricardo Martins
- The Vaccines DJset
- CHVRCHES
- Portugal, The Man
- The Tallest Man on Earth
- Motorama
- Capitão Fausto
- Cigarettes After Sex
- Lust For Youth
- The Last Internationale
- Matias Aguayo DJSet
- Grandfather’s House
- First Breath After Coma
- Shura
- Crocodiles

### 2017A música é para toda a vida e este festival também.
(16 a 19 Agosto)
- Escola do Rock
- The Wedding Present (playing "George Best")
- Mão Morta
- Beak >
- Future Islands
- Kate Tempest
- You Can't Win Charlie Brown
- Car Seat Headrest
- King Krule
- At the Drive In
- Nick Murphy (Chet Faker)
- White Haus
- Sunflower Bean
- Timber Timbre
- Nothing
- Jambinai
- Marvin & Guy
- Young Fathers
- Badbadnotgood
- Beach House
- Cave Story
- Andy Shauf
- Moon Duo
- Octa Push
- Formation
- Red Axes
- Manel Cruz
- Foxygen
- Benjamin Clementine
- Ty Segall
- Foals
- Toulouse
- Bruno Pernadas
- Alex Cameron
- Ho99o9
- Throes + The Shine
- Nuno Lopes

## Paredes de Coura Club
A organização do Festival Paredes de Coura organizou um novo festival de música na cidade do Porto intitulado "Heineken Paredes de Coura Club". O festival decorreu nos dias 14 e 15 de Dezembro de 2007 no Teatro Sá da Bandeira.
14 de Dezembro
- 1990s
- Sizo
- New Young Pony Club (DJ Set)
- Juan

15 de Dezembro
- Sons and Daughters
- Tunng
- Black Strobe (DJ Set)
- DJ Jean Nipon